# Pianosonate nr. 4 (Sciarrino)
Salvatore Sciarrino voltooide zijn Pianosonate nr. 4 (IV Sonata) in 1992. Deze sonate is het logische vervolg op zijn derde pianosonate, maar toch deed de componister vier jaar over om opnieuw een werk in dat genre op te leveren. De extremiteiten van de derde sonate zijn in nummer vier verder uitgewerkt. Bonkende clusters als akkoorden in hoog en laag register staan lijnrecht tegenover virtuositeit. De akkoorden lijken daarbij de virtuositeit dwars te zitten dan wel af te remmen.
Opnieuw was het Massimiliano Damerini die de eerste uitvoering van een sonate van Sciarrino gaf. Ditmaal was het Gibelina alwaar de première plaatsvond op 22 juli 1992.

## Discografie
- Uitgave Dynamic Series 2000: Damerini in 1991/1992